# Музей истории освоения и изучения Сибири имени А. А. Дунина-Горкавича
Музей истории освоения и изучения Сибири им. А. А. Дунина-Горкавича — историко-краеведческий музей в Тобольске. Был открыт в 2010 году при Тобольская биологическая станция РАН

## История
В 2002 году президент Российской академии наук Юрий Осипов высказался за создание музея-лаборатории Александра Дунина-Горкавича, известного исследователя Тобольского Севера.
В начале 2007 года сообщалось, что решено разместить в доме, где до 1927 года жил и работал над своими научными трудами о Тобольском Севере Александр Дунин-Горкавич, наряду с научно-исследовательской лабораторией, которая будет заниматься изучением краеведческих материалов по истории Сибири, и небольшой музей имени Александра Дунина-Горкавича.
В начале 2009 года сообщалось, что общественный фонд «Возрождение Тобольска» и руководство Тобольской биологической станции Российской академии наук приняли решение о создании музея Александра Дунина-Горкавича.
16 сентября 2009 года в Тобольске между Российской академией наук и Правительством Тюменской области было заключено соглашение о сотрудничестве. Это соглашение стало ресурсом для создания музея. Авторы идеи создания музея — президент Российской академии наук Юрий Осипов и директор Тобольской комплексной научной станции УрО РАН Виктор Родин.
Музей был организован в январе 2010 года. Открытие состоялось 11 сентября 2010 года. Музей является структурным подразделением Тобольской комплексной научной станция  Уральского отделения Российской академии наук.
24 июня 2011 года в цокольном этаже музея был открыт новый выставочный зал — экспозиционное пространство для сменных тематических выставок музея и приглашённых выставочных проектов.

## Экспозиция
Экспозиционные площади музея включают в себя следующие тематические разделы и залы:
1. Сибирь в представлениях европейцев (XI—XVII вв.)
2. Освоение и изучение Сибири XVI—XIX вв.
  1. Географическое изучение края
  2. Историко-этнографическое изучение края
  3. Естественно-научное изучение края
3. История дома А. А. Дунина-Горкавича
4. Галерея «Славные имена земли Тобольской»
5. Мемориальный кабинет исследователя Сибири А. А. Дунина-Горкавича
6. Выставочный зал. Выставка «Мозаика тысячелетий» (Археологические культуры Сибири).

Тематические разделы экспозиции музея раскрывают историю изучения Сибири и роль Тобольска как центра комплексных (географических, естественнонаучных и историко-этнографических) исследований. Представлены этапы изучения региона, материалы комплексных академических экспедиций, вклад выдающихся российских и зарубежных ученых в процесс познания Сибири.  В экспозиции представлены макеты транспортных средств первопроходцев и исследовательских экспедиций — сибирский коч и дубель-шлюпка «Тобол», копии карт Сибири XVII—XVIII вв., копия первого атласа Сибири Семена Ремезова и другие экспонаты.
Об истории дома А.А. Дунина-Горкавича по улице Большая Петропавловская (ныне Октябрьская,5) рассказывают архивные документы и фотографии усадьбы и её жильцов в разные годы.
В Тобольске родились или проживали многие выдающиеся люди, принесших городу мировую известность. Именно с этими знаменитыми историческими персонажами знакомит посетителей портретная галерея «Славные имена земли Тобольской».
Основным тематическим мемориальным ядром концепции музея явилось представление личности исследователя Тобольского Севера Александра Александровича Дунина-Горкавича, судьба которого тесно связана с Тобольском.
В июне 1890 года приказом по Корпусу лесничих России А. А. Дунин-Горкавич назначается лесничим I разряда Самаровского лесничества Тобольской губернии, самого большого лесничества страны. Именно с этого времени и начинается его научно-исследовательская деятельность по изучению географии и этнографии Тобольского Севера, которой он посвятил 37 лет своей жизни.
Мемориальный кабинет исследователя Сибири А. А. Дунина-Горкавича представляет коллекцию мемориальных вещей и рукописей А. А. Дунина-Горкавича, знакомит с биографией и исследовательской деятельностью ученого-лесовода, географа, этнографа, экономиста, специалиста в области рыболовства, рыбоводства, сельского хозяйства.
Музей истории освоения и изучения Сибири им. А. А. Дунина-Горкавича сотрудничает с современными исследователями Сибири, предоставляя возможность реализовать в музейном экспозиционном пространстве интересные выставочные проекты. Первым таким опытом является выставка тобольского археолога А. А. Адамова в выставочном зале музея «Мозаика тысячелетий», которая посредством артефактов V тыс. до н. э. — XVI в. н. э. рассказывает о материальной и духовной культуре древнего и средневекового населения Сибири.

## Расположение
Музей располагается в главном доме сохранившейся до настоящего времени мемориальной усадьбы выдающегося сибирского исследователя конца XIX — начала XX вв. — учёного-лесовода, географа, этнографа, экономиста, специалиста в области рыболовства, рыбоводства, сельского хозяйства Александра Дунина-Горкавича (1854—1927). Усадьба находится в нагорной части города (ул. бывшая Большая Петропавловская, ныне Октябрьская, 5) и является памятником культуры регионального значения.